# Friedrich Küppersbusch (Journalist)

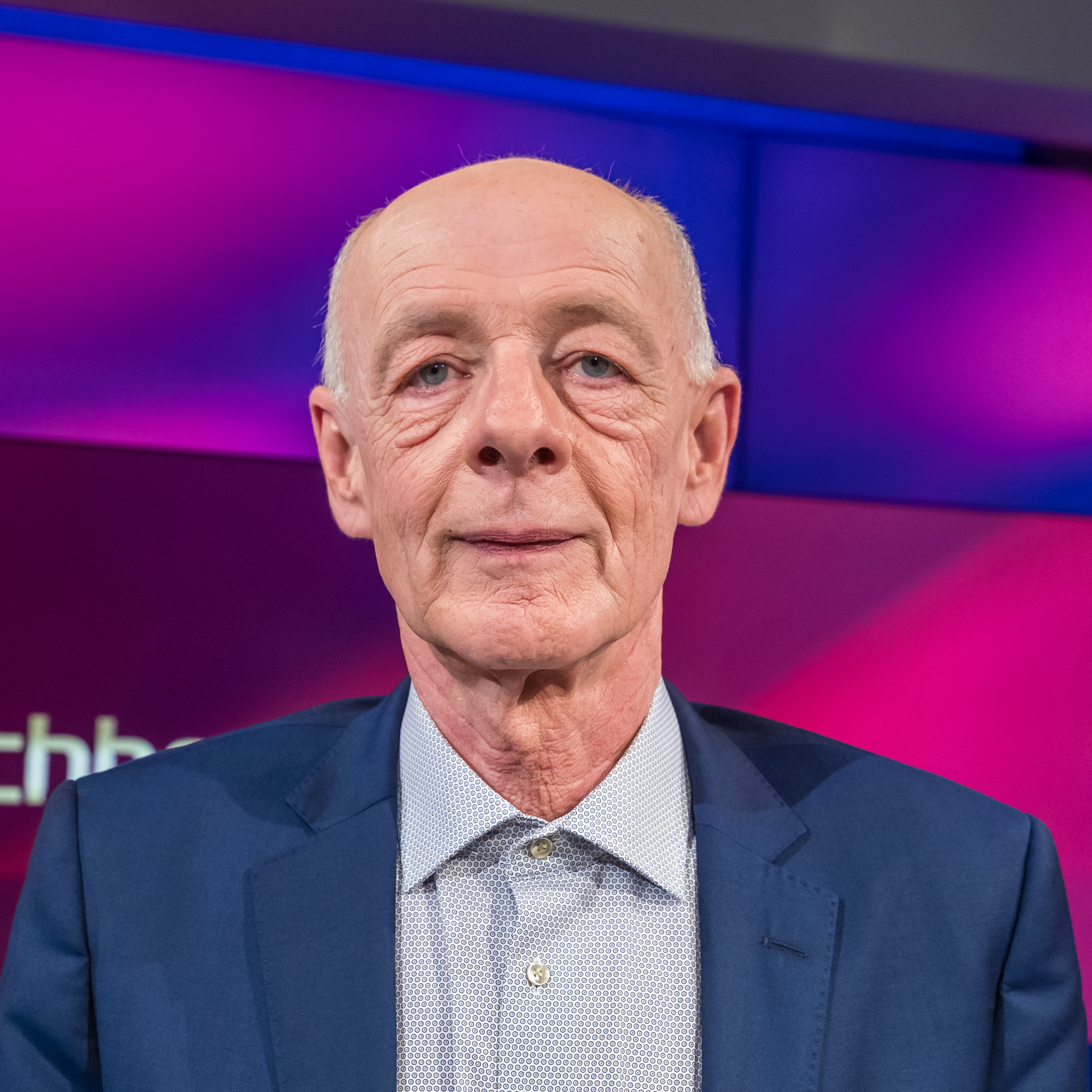
Friedrich Küppersbusch (2025)

Friedrich Wilhelm Küppersbusch (* 24. Mai 1961 in Velbert) ist ein deutscher Journalist, Autor, Moderator und Fernsehproduzent.  Bekannt wurde er 1990 bis 1996 mit der WDR-Politsendung ZAK. Später war Küppersbusch mit seinem Produktionsunternehmen probono, welches er zusammen mit Alfred Biolek gründete, Produzent von Formaten wie Maischberger, So! Muncu!  und Chez Krömer. Er wurde mehrfach mit dem Grimme-Preis ausgezeichnet.

## Leben

### Ausbildung und Anfänge
Küppersbusch leistete nach dem Abitur von 1980 bis 1981 Zivildienst in Velbert. Er studierte von 1981 bis 1989 Journalistik an der Universität Dortmund, erlangte allerdings keinen Studienabschluss und volontierte 1982/83 beim Westdeutschen Rundfunk (ohne ein abgeschlossenes Studium gelten Volontariate beim WDR allerdings auch nicht als abgeschlossen). Er moderierte insbesondere Radiosendungen.

### ZAK und Privatfernsehen
Ab 1987 arbeitete er als Autor für die WDR-Politiksendung ZAK, deren Moderation er 1990 übernahm. Für seine Arbeit erhielt er 1991 den Grimme-Preis und 1993 den Fernsehpreis Telestar. Ab 1993 wurde ZAK bundesweit durch die ARD ausgestrahlt und 1996 nach 271 Folgen eingestellt.
1996 gründete Küppersbusch mit Alfred Biolek (pro GmbH) die probono Fernsehproduktion GmbH. Erste produzierte Sendung war die von ihm selber moderierte Nachfolgesendung von ZAK, Privatfernsehen, die im Ersten am Samstagabend lief, aber schon 1997 eingestellt wurde.
1998 spielte er in dem Film Zugvögel … Einmal nach Inari die Rolle eines Fahrplanexperten; ansonsten war er in den folgenden Jahren kaum noch vor der Kamera zu sehen und legte Schwerpunkte auf seine Arbeit als Produzent. Ferner wandte er sich wieder dem Radio zu und betätigte sich als Printjournalist.

### Kolumnist

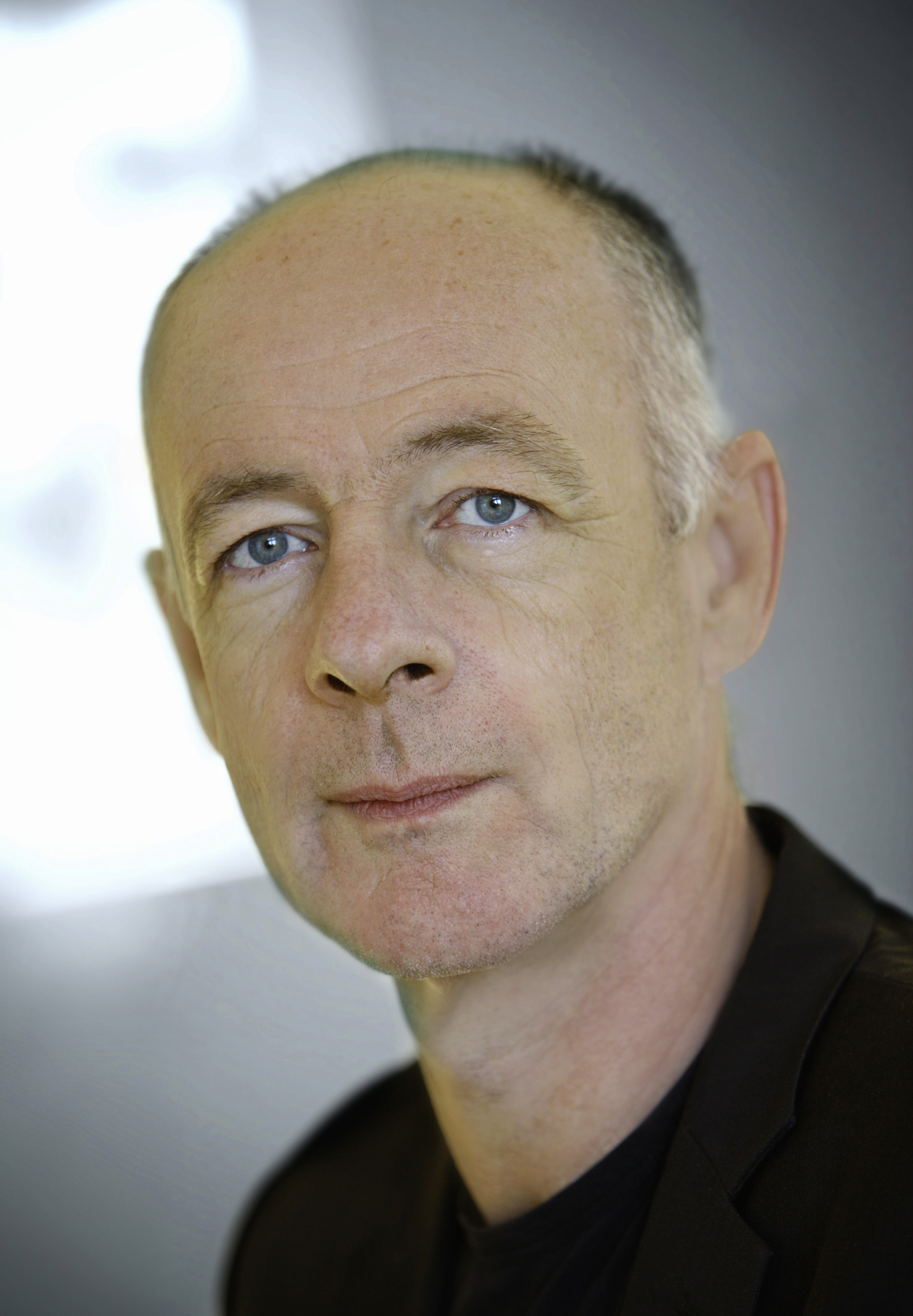
Pressefoto von 2004

Küppersbusch war als Journalist in wöchentlichen Kolumnen im Radio Bremen Zwei (Gemeinschaftsprogramm von NDR und Radio Bremen) (seit 2009; mittwochs in Nachgeschlagen – Das Wort zur Woche) und auf Radio Eins (seit 1998, montagmorgens) zu hören. Die taz veröffentlicht seit 2003 jeden Montag die Interview-Kolumne Wie geht es uns, Herr Küppersbusch?
Seit 2017 schreibt er regelmäßig Gastbeiträge in der Allgemeinen Zeitung sowie im Wiesbadener Kurier.

### Tagesschaum und Lucky & Fred
Anfang 2009 wurde Küppersbusch die Intendanz von Radio Bremen angetragen, die er jedoch ablehnte. 2012 wurde er in den Beirat des Medieninnovationszentrums Babelsberg (MIZ) berufen. Vom 10. Juni 2013 bis zur Bundestagswahl am 22. September 2013 moderierte er die Sendung Tagesschaum, die sich dreimal in der Woche jeweils gut zehn Minuten lang auf satirische Art und Weise mit dem politischen Thema des Tages beschäftigte. 2014 wurde Tagesschaum für den Grimme-Preis nominiert. Aufgrund der Fangemeinde und großen Interesses an Küppersbuschs halbsatirischen Politikkommentaren startete er am 13. Februar 2014 mit Lukas Heinser den Podcast Lucky & Fred. Als podcast in residence gastieren Lukas Heinser und Friedrich Küppersbusch mit Lucky & Fred seit 2019 im Dortmunder Theater Fletch Bizzel. In der dritten Staffel der Fernsehserie Babylon Berlin übernahm Küppersbusch eine kleine Nebenrolle: Er stellte einen Richter dar.
Im Dezember 2014 gehörte Friedrich Küppersbusch zu den über 60 Unterzeichnern des von Antje Vollmer, Horst Teltschik und Walther Stützle initiierten Appells für eine andere Russlandpolitik. Seit 2016 ist Friedrich Küppersbusch im Beirat des Grimme-Institutes.

### Aktivitäten seit 2020: Heute-Show und Küppersbusch TV
Seit 2020 tritt Küppersbusch gelegentlich in der heute-show des ZDF in seiner eigenen Rubrik „Irgendwer mit Medien“ auf. Mitte April 2020 startete er auch, zunächst coronabedingt, seinen YouTube-Kanal LockerRoom, den er nach einer Sommerpause 2020 als Küppersbusch TV (KTV) wiederaufnahm. In der Regel donnerstags kommentiert der Moderator in kurzen Episoden glossenhaft das aktuelle Zeitgeschehen und schließt mit einem „musikalischen Rätsel“, in dem er unter Angabe von Informationsschnipseln auf der Gitarre Riffs und Akkordfolgen anspielt zu einem Künstler, der gerade ein Jubiläum wie Geburtstag oder Todestag feiert.
Montags beantwortet er in einer gesprochenen Version des seit 2003 in Papierform veröffentlichten taz-Wochenrückblicks Fragen zur Woche sowie wiederkehrende, rubrikenhafte Allgemeinfragen („Was war schlecht?“; „Was wird besser?“; „Und was machen die Borussen?“) je nach aktueller Lage. Dabei kommen die Fragen von einer Frauenstimme aus dem Off, gesprochen zunächst von Franziska Lutz und aktuell von Kim Celine Plettemeier. Dienstags und mittwochs widmet sich der Kanal der Zweitverwertung wöchentlicher Radio-Podcasts (Montagskommentar auf Radioeins und Wort der Woche auf Bremen Zwei).
Ein investigativer KTV-Beitrag unter dem Titel Staatsknete für die richtige Meinung von Ende Juli 2022 über die Zuschüsse durch das Bundespresseamt an die 2017 vom Ex-Politiker-Ehepaar Ralf Fücks und Marieluise Beck gegründete Denkfabrik Zentrum Liberale Moderne wurde von Mathias Brodkorb in der konservativen Zeitschrift Cicero aufgegriffen. Mit Abstand meistgesehener Beitrag der Reihe mit knapp einer Million Zuschauern ist indes eine im April 2021 im Zusammenhang mit der Kürung von Annalena Baerbock zur Kanzlerkandidatin der Grünen nebst Bekanntgabe ausgestrahlte Sendung. Am 22. Dezember 2023 wurde Staatsknete für die richtige Meinung: Teil 2 auf YouTube veröffentlicht.

### Produzent
Küppersbusch ist geschäftsführender Inhaber der probono Fernsehproduktion GmbH. Sie produzierte beispielsweise die mit dem Deutschen und Bayerischen Fernsehpreis ausgezeichnete n-tv-Sendung Maischberger (2000–2006) und politische Gesprächssendungen für n-tv wie busch@n-tv (2006–2010), Das Duell bei n-tv (seit 2003), 2+4 (2003–2007) sowie 4 Gewinnt – die Meinungsshow. Darüber hinaus produzierte Küppersbusch u. a. auch für RTL den Großen Deutschtest mit Hape Kerkeling (2003–2006) und Raus aus den Schulden (2007–2010) sowie die 3sat-Sendung Bauerfeind mit Katrin Bauerfeind (seit Februar 2009). Für das SWR Fernsehen produziert er mit der probono von 2009 bis 2013 die Sendungen 2+Leif und besser lesen. 2015 platzierte Friedrich Küppersbusch als Geschäftsführer der probono Fernsehproduktion GmbH mit So! Muncu! (Moderation Serdar Somuncu) und Klamroths Konter (Moderation Louis Klamroth) zwei politische Talk-Formate auf n-tv. Ebenso unterstützte Küppersbusch nach Angaben von Kurt Krömer ihn bei der inhaltlichen Vorbereitung auf seine Talkshow Chez Krömer und produzierte diese Sendung von Herbst 2019 bis zu ihrer Einstellung Ende 2022. 2020 erhielt das Format Chez Krömer den 56. Grimme-Preis in der Kategorie Unterhaltung. Küppersbusch produziert für n-tv auch die Sendung Harald Schmidt und Gregor Gysi Jahresrückblick.

### Bedrohung durch Rechtsextreme
Insbesondere in der zweiten Hälfte der 1990er Jahre war der links der Mitte positionierte Küppersbusch Hassobjekt der rechtsextremen Szene. Sein Name fand sich sowohl im Thule-Netz als auch beim Führungskreis der Sauerländer Aktionsfront. Im Jahr 1997 gab es eine Warnung vor einem Anschlag auf ihn, von deren Ausmaß Küppersbusch jedoch erst Jahre später erfuhr. Allerdings wurde ihm bei Aufrufen in der rechten Szene eine Adresse in Velbert, die nicht existiert, sowie eine Telefonnummer mit Zahlendrehern zugeordnet. Ob tatsächlich jemals ein konkreter Anschlag geplant war, ist unbekannt.

### Persönliches
Küppersbusch lebt mit der Journalistin und Moderatorin Sabine Brandi zusammen, mit der er zwei Kinder hat. Die Familie wohnt im Dortmunder Stadtbezirk Hombruch.
In den beiden Bestsellern Soloalbum und Panikherz von Benjamin von Stuckrad-Barre taucht Küppersbusch als eine der maßgebenden Personen auf.

## Werke

### Schriften
- Bis hierhin vielen Dank. Moderationen aus ZAK. Rowohlt, Reinbek 1997. ISBN 3-499-60226-1.
- Lebenslänglich Todesstrafe. Mit Oliver Becker, Konkret, Hamburg 2000. ISBN 3-89458-187-5.
- Anderswelt: Ein Selbstversuch mit rechten Medien, Mit Hans Demmel, Kunstmann, München 2021, ISBN 3-95614-458-9

### Tonträger
- Küppersbusch. CD, Motor Music, 1997. 533925-2.
- Heiner Stachelhaus (Hrsg.): Friedrich Küppersbusch liest Joseph Beuys. 2 CDs Roof Music, 2006. ISBN 978-3-938781-09-8

## Auszeichnungen
Küppersbusch wurde sowohl als Moderator als auch als Produzent ausgezeichnet:
- Grimme-Preis 1991, Spezialpreis in Silber (für seine Moderation der WDR-Politiksendung ZAK)
- Telestar 1993 (für ZAK)
- Grimme-Preis 2020 (für die Produktion von Chez Krömer)
- Grimme-Preis 2022 (für die Produktion von Chez Krömer)